# Јота (слово)
Јота, грчки Ιώτα (велико слово Ι, мало слово ι) је девето слово грчког алфабета. У систему грчких цифара има вредност 10. Изведено је од феничанског Јод . Слова која су настала су латиничка I и J и ћириличко I, Ї и Ј, као и Ю.
Јота се чита као [И] у свим ситуацијама осим када се налази испред [а], [о] и [у] када се изговара као [Ј] (Ιανουάριος /јануариос - јануар/; Ιταλία /Италиа - Италија/). У старогрчком се читало као [ или , али се то у модерном грчком није задржало.